# المفاخرات
المفاخرات في الشعر العربي هي فن من فنون الأدب، حيث يتباهى الشاعر بنفسه أو بقبيلته، ويذكر محاسنها وشمائلها، ويفخر بصفات الكرم والشجاعة والنسب العريق. تعتبر المفاخرة من الأغراض الشعرية الهامة في العصر الجاهلي، وقد تفرعت إلى مفاخرة شخصية ومفاخرة قبلية. ومن أشهر أنواعها:
1. المفاخرة الشخصية: حيث يذكر الشاعر صفاته الحميدة وشمائله، مثل ما فعله عنترة بن شداد في معلقته، حيث يفتخر بشجاعته وقوته وسواده.
2. المفاخرة القبلية: حيث يفتخر الشاعر بقبيلته وأمجادها، مثل ما فعل عمرو بن كلثوم في معلقته، حيث يذكر تفوق قبيلته على غيرها من القبائل.[1]

## الأهداف
للمفاخرات أهداف، أبرزها:
- إظهار القوة والشجاعة
- التعبير عن الفخر
- التنافس بين القبائل

## الشعراء
من أبرز شعراء المفاخرات:
- عمرو بن كلثوم: صاحب المعلقة المشهورة، ومن أشهر شعراء الفخر القبلي.
- عنترة بن شداد: صاحب المعلقة المشهورة، ومن أشهر شعراء الفخر الشخصي.
- الحارث بن حلزة: صاحب معلقة، ومن أشهر شعراء الفخر القبلي.
- لبيد بن ربيعة: اشتهر بالفخر الشخصي والقبلي في شعره.